# Julian Spatz
Julian Spatz (* 11. Juli 1990 in Stuttgart) ist ein deutscher Schauspieler.
Spatz spielte die Rolle Kevin Brückdorf in der Kinder- und Jugendserie fabrixx. Außerdem wirkte er im Kurzfilm Zerbrochene Flügel mit.